# メタノミクロビウム綱
メタノミクロビウム綱(Methanomicrobia)は古細菌ユリアーキオータ門に属すメタン菌の1綱である。
主に水田や湖沼、シロアリ、反芻動物の消化器官などに分布し、海底沈殿物や醗酵槽などにも見られる。広い物質をメタン生成の基質に使用することが可能で、通常の二酸化炭素/水素、ギ酸などの他に、メタノサルキナ目やメタノスピリルム科は酢酸を代謝できる場合が多い。この他にもC1化合物やアルコール類を代謝可能な種がいる。環境中では真正細菌が自身で分解できないこれら嫌気発酵産物の分解を担っている。ただしこれらの基質はエネルギーに乏しく、例えば酢酸の嫌気分解から得られるATPはごく僅かなので、大量に基質を消費しながら増殖速度が遅い場合が少なくない。
形態は通常の球桿菌やらせん菌、連鎖桿菌(Methanospirillum)、小荷物様群体(Methanosarcina)など。細胞壁は糖タンパクまたは単純タンパク質性のS層だが、連鎖桿菌はシース（タンパク質性の鞘）を持つ。小荷物様群体では群体維持にポリサッカライド（動物組織のコンドロイチンに似ているためメタノコンドロイチンと呼ばれる）を使用している。
進化的には他のメタン菌、メタノバクテリウム綱やメタノコックス綱などとは比較的離れており、高度好塩菌の姉妹群になる系統解析例が多い。古細菌には硫酸還元菌と共役し、メタン生成経路を逆行させることでメタンを嫌気的に酸化するメタン酸化古細菌の存在も予見されているが、このグループはメタノミクロビウム綱に含まれるか近縁種から進化したとみられている。
古細菌の中では好熱性は低い方で、好熱菌は醗酵槽や油田中から分離された5種のみに限られている。南極海から発見された最も低温で増殖できる古細菌Methanogenium frigidumもメタノミクロビウム綱の仲間である。

## 下位分類
- メタノサルキナ目/Methanosarcinales
  - メタノサルキナ科/Methanosarcinaceae
    - Methanosarcina - Halomethanococcus - Methanimicrococcus - Methanococcoides - Methanohalobium - Methanohalophilus - Methanolobus - Methanomethylovorans - Methanosalsum

  - メタノサエタ科/Methanosaetaceae 
    - Methanosaeta

  - メテルミコックス科/Methermicoccaceae
    - Methermicoccus
- メタノミクロビウム目/Methanomicrobiales 
  - メタノミクロビウム科/Methanomicrobiaceae 
    - Methanomicrobium - Methanoculleus - Methanofollis - Methanogenium - Methanolacinia - Methanoplanus

  - メタノコルプスクルム科/Methanocorpusculaceae 
    - Methanocorpusculum

  - メタノスピリルム科/Methanospirillaceae 
    - Methanospirillum

  - メタノレグラ科/Methanoregulaceae
    - Methanolinea - Methanoregula - Methanosphaerula
- メタノケッラ目/Methanocellales
  - メタノケッラ科/Methanocellaceae 
    - Methanocella
- 所属目不明
  - Methanocalculus